# 狭叶天料木
狭叶天料木（学名：Homalium stenophyllum）为大风子科天料木属下的一个种。

## 扩展阅读
- 維基物種上的相關：狭叶天料木